# الطاهر غرسة
الطاهر غرسة (تربة الباي بتونس العاصمة, 16 مارس 1933 - 10 جوان 2003) موسيقار وملحن ومطرب تونسي. قام خلال مسيرته بالتدريس في المدرسة الراشيدية الذي تول إدارته خلال تسعينات القرن العشرين.

## نشأته
ولد الطاهر غرسة بتربة الباي بمدينة تونس العتيقة في 16 مارس 1933. وارتبط منذ الصغر بكبير شيوخ التقاليد الموسيقية الأندلسية التونسية الشيخ خميس الترنان الذي كان بالنسبة إليه الأستاذ والأب الروحي واخذ عنه مهارات العزف على العود التونسي. وتابع بالتوازي دروس الكونسرفاتوار وحصل على ديبلوم الموسيقى العربية سنة 1956.

## مسيرته
تولى تدريس مادة الموسيقي بالمعاهد الثانوية وبالمعهد الرشيدي والمعهد الوطني للموسيقي.وكلف بالإشراف على المجموعة الصوتية للإذاعة التونسية طيلة 12 سنة بعد وفاة الفنان خميس الترنان في أواسط الستينات.
لحن على النمط العتيق عدة اشغال ومعزوفات واغان حضرية ولحن ناعورة الاختام وله فضل في تهذيب العديد من الأغاني العتيقة وتسجيلها ونشرها بأسلوب راقي وفني. 
كما تخرج على يديه العديد من الموسيقيين والمطربين.
ويعتبر الطاهر غرسة من أكبر عازفي العود التونسي وقد لحن في النمط العتيق عدة وصلات وقطع صامتة وأغان حضرية في اللون التونسي الأصيل ويعد من أهم الذين أضافوا للموسيقي التونسية.

## تأثيره
أعاد الطاهر غرسة للأذهان أهمية المنشد الفرد في تأدية المالوف وهو تقليد أصيل كان معمولا به في تونس وكاد ينقرض اليوم حيث اقتصرت الفرق المعروفة على أداء المالوف بصورة جماعية. توفي الطاهر غرسة في 10 جوان 2003 بتونس العاصمة تاركا ورائه اسما كبيرا وسمعة فنية محترمة لدى جميع الناس.
ويشهد الجميع للمرحوم الطاهر غرسة بالمكانة المتميزة في المالوف والتراث وفي استمرارية أسلوب المنشد المفرد للصنعة الأندلسية.